# Varga László (politikus, 1947)
Varga László (Lenti, 1947. október 26.) tanár, országgyűlési képviselő.

## Élete
1954 és 1962 között végezte az általános iskolát, 1962 és 1966 között a Lenti Gimnáziumba járt, itt érettségizett. 1971-től Pécsi Tanárképző Főiskola hallgatója volt, 1975-ben szerezte magyar nyelv és irodalom–történelem szakos általános iskolai tanári oklevelét. 1979 és 1983 között elvégezte a Politikai Főiskolát.
Pályafutását menetirányítóként kezdte a 16. sz. Autóközlekedési Vállalatnál, ahol 1966 és 1968 között dolgozott, majd 1969-ig a Lenti Járási Könyvtárban volt könyvtáros. Ezután a Lenti Járási Tanácshoz került, ahol a pénzügyi osztályon főelőadóként működött, 1974-ig volt a KISZ Lenti Járási Bizottságának munkatársa és titkára, ezt követően pedig a KISZ Zala Megyei Bizottságának szervező titkára, majd 1977 szeptemberétől annak megyei első titkára. 1970-ben belépett a Magyar Szocialista Munkáspártba.
1981-ben a Magyar Úttörők Országos Tanácsa főtitkára lett, 1988 júniusától a Zala Megyei Tanács VB általános elnökhelyettese, 1988. december 29-től 1990. december 29-ig pedig elnöke volt. 1990 és 1992 között töltött be a Zala Megyei Közgyűlés társadalmi alelnöki tisztét, 1992 és 1994 között irodavezetője, majd 1994 decemberétől 2002 októberig elnöke volt.
1985. március 28-án az MSZMP Központi Bizottságának tagja lett, 1989-ben a Politikai Intéző Bizottságban volt tag, ugyanebben ez évben a Magyar Szocialista Pártba lépett át. Országgyűlési képviselőjelölt volt 1990-ben, 1994-ben és 1998-ban, 2002-ben a párt Zala megyei listájáról került be a parlamentbe. 1997-től a Szerencsejáték Rt. igazgatósági tagja.

## Kitüntetések
- 1987: A Munka Érdemrend arany fokozata
- 1997: A Magyar Köztársasági Érdemrend középkeresztje